# 腹毛柳
腹毛柳（学名：Salix delavayana）为杨柳科柳属的植物，为中国的特有植物。分布于中国大陆的西藏、云南、四川等地，生长于海拔2,800米至3,800米的地区，见于林间隙地、山坡或山谷溪旁，目前尚未由人工引种栽培。

## 异名
- Salix delavayana Hand.-Mazz. var. pilososuturalis Y. L. Chou et C. F. Fang
- Salix delavayana Hand.-Mazz. var. pilososuturalis Y. L. Chou et C. F. Fang f. glabra C. F. Fang